# Liste der Monuments historiques in Étais
Die Liste der Monuments historiques in Étais führt die Monuments historiques in der französischen Gemeinde Étais auf.

## Liste der Objekte
| Bezeichnung               | Beschreibung                                 | Standort                           | Kennzeichnung | Schutzstatus | Datum | Bild |
| ------------------------- | -------------------------------------------- | ---------------------------------- | ------------- | ------------ | ----- | ---- |
| Skulptur Erzengel Michael | Kalkstein, erste Hälfte des 16. Jahrhunderts | in der Kirche St-Barthélémy (Lage) | PM21001061    | Classé       | 1917  |      |
| Skulptur Heiliger Rochus  | Kalkstein, erste Hälfte des 16. Jahrhunderts | in der Kirche St-Barthélémy (Lage) | PM21001062    | Classé       | 1964  |      |